# Трансактивна пам'ять
Трансактивна пам'ять — психологічна гіпотеза, яку запропонував 1985 року американський психолог Деніел Вегнер, як наслідок розвинутої на той час теорії «групового мислення». Трансактивну систему пам'яті застосовує група людей для спільної обробки, запам'ятовування й обміну інформацією. У такій групі кожний індивід володіє характерними знаннями, властивими лише йому у цій групі. Згідно з теорією, групова пам'ять ефективніша, за пам'ять кожного з членів цієї групи окремо, відповідно до принципу синергії. Трансактивна пам'ять дозволяє людям зберігати та використовувати спільні знання.

## Історія
Теорію трансактивної пам'яті запропонував Денієл Вегнер 1985 року. Вона стала відповіддю на теорію групового мислення Ірвінга Джейнінса. Суть теорії Вегнера полягає в тому, що дві людини, які проводять багато часу разом, живуть в одному будинку або працюють в одному офісі, створюють спільне сховище знань, завдяки якому членам групи не обов'язково запам'ятовувати всю інформацію — достатньо запитати іншого члена групи. Наприклад, чоловік пам'ятає, де лежать ключі, а дружина де документи. Таким чином, кожен із членів сім'ї відповідає за свою частину знань. Спочатку психолог проводив дослідження серед невеликих груп, об'єднаних близькими стосунками: члени однієї сім'ї та романтичні партнери. Пізніше він почав вести спостереження за співробітниками різних компаній та організацій, щоб з'ясувати, як саме вони розвивають «групову свідомість» — потенційно складнішу, але при цьому потенційно ефективнішу систему, ніж пам'ять окремих індивідів.

## Формування трансактивної пам'яті
Вегнер виділив три стадії становлення трансактивної пам'яті: накопичення, зберігання та витяг.
- Накопичення — важливий процес у формуванні трансактивної пам'яті. У процесі спілкування члени групи отримують уявлення про те, якими знаннями володіє кожен із них, приписують один одному певну спеціалізацію.
- Зберігання. Після того, як експерти у різних галузях визначені, члени групи приписуватимуть інформацію конкретній людині залежно від її спеціалізації.
- Витяг. На цьому етапі використовуються ресурси трансактивної пам'яті, щоб ідентифікувати члена групи, який має необхідні знання, й отримати від нього необхідну інформацію.

## Дослідження
У 1998 році були опубліковані результати дослідження Андреї Голлігсхед, згідно з якими романтичні партнери набагато ефективніше використовують трансактивну пам'ять, ніж незнайомці. Це пов'язано з тим, що, люди, які перебувають у романтичних стосунках, набагато краще обізнані у тому, який інформацією володіє кожен із них. До схожих висновків у 2016 році дійшла група вчених, у складі Ніколь Іанноне, Меган Маккарті та Дженіс Келлі. Вони з'ясували, що рівень ефективності трансактивної пам'яті залежить від того, наскільки тісні стосунки встановлені між членами групи. Іншими словами, близькі друзі більше довіряють один одному, зокрема, якщо йдеться про «спільне» зберігання інформації.

## Вплив інтернету
Стрімкий розвиток технологій, поширення мобільних пристроїв і популярність інтернету призвели до того, що люди стали інакше сприймати та запам'ятовувати інформацію. У статті «Як інтернет змінює наш мозок» Деніел Вегнер й Адріан Ворд стверджують, що сучасна людина сприймає інтернет як свого партнера з трансактивної пам'яті, адже за допомогою пошуковика можна отримати практично будь-яку інформацію за лічені секунди. Вченим вдалося довести, що інтернет фактично замінює людині друга чи члена сім'ї під час запам'ятовування повсякденної інформації.
У міру того, як ми перекладаємо на комп'ютер відповідальність за багато видів інформації, ми можемо замінювати наших потенційних партнерів зі зберігання трансактивної пам'яті — друзів, членів сім'ї й інших осіб на постійне підключення до комп'ютерної мережі, яка, здається, знає все.— «В мире науки»
Також автори статті зазначають, що постійний доступ до мережі змінює самосвідомість: межі між особистими спогадами людини й інформацією з інтернету стають набагато менш чіткими. Дослідження показали, що люди, яких позбавили можливості користуватись пошуковою системою, відповідають невпевнено навіть на прості запитання. При цьому ті, хто має доступ до інтернету, почувається розумнішими та впевненішими. Таким чином, у людей виникає ілюзія, що позитивні результати тестування — заслуга їхніх власних здібностей, а не інтернету.
Очевидно, використання Google дає людям відчуття, що інтернет став частиною власних когнітивних здібностей.